# Shari Frilot
Shari Frilot (18 de junio de 1965) es artista, cineasta, programadora senior en el Festival de Cine de Sundance y curadora de la sección New Frontier.

## Trayectoria
De 1992 a 1996, se desempeñó como directora del festival de cine experimental gay y lésbico MIX festival en la ciudad de Nueva York, donde también fue cofundadora de los primeros festivales de cine gay latinoamericanos, MIX Brasil y Mix México. También se desempeñó como codirectora de programación de Outfest de 1998 a 2001, donde fundó el Platinum Oasis del festival, que introdujo la instalación y la actuación cinematográfica en el festival por primera vez.
Frilot es curadora de New Frontier desde 2007, donde dirige la programación de nuevas películas experimentales estadounidenses y ha desarrollado un espacio de exhibición en el Festival de Cine de Sundance con obras de arte digitales, instalaciones de medios y representaciones multimedia incluyendo proyectos cinematográficos y artísticos que hacen uso de tecnología de realidad virtual. En su papel de curadora en jefe de New Frontier, la integración de nuevas tecnologías ha incluido una convocatoria abierta internacional para proyectos basados en realidad virtual, integración de tecnologías hápticas y la creación de plataformas de proyectos que hicieron uso de la inteligencia artificial en su creación. Frilot ha descrito el trabajo de New Frontier diciendo: "Queríamos cultivar un entorno artístico y social para desarmar a las personas cuando entraban al espacio. Fue una forma de desbloquear inhibiciones y alentar al público a pensar en abrirse a las nuevas reglas y sugerencias cinematográficas que los artistas de New Frontier te invitan a considerar ".
Sus intereses como curadora y cineasta se basan en sus primeras experiencias dentro de una comunidad creativa de artistas negros queer. Junto a realizadores de documentales como Marlon Riggs, Cheryl Dunye e Isaac Julien, Frilot formó parte de una generación de directores y directoras afroamericanas cuyo trabajo abordó explícitamente cuestiones de identidad racial y sexual en las dos últimas décadas del siglo XX.  En 2010, fue oradora destacada en el Coloquio de Arte, Tecnología y Cultura de Berkeley de la Universidad de California, donde presentó una charla titulada "El poder de lo erótico: estrategias curatoriales en la nueva frontera de Sundance".
En 2019 participó en el II Festival de Cine por mujeres en Madrid presentando presente y futuro en realidad virtual.

## Obra
Es directora de dos cortometrajes ( Fly Boy, 1989 y Strange & Charmed, 2003) y un largometraje documental ( Black Nations / Queer Nations ?, 1995).